# Ménil-Hermei
Ménil-Hermei é uma comuna francesa na região administrativa da Normandia, no departamento Orne. Estende-se por uma área de 6,52 km². Em 2010 a comuna tinha 207 habitantes (densidade: 31,7 hab./km²).